# Omaweneno
Omaweneno est une ville du Botswana.